# FNRS-3
Le bathyscaphe FNRS-3 ou FNRS III est, de 1953 à 1961, un bâtiment d'exploration sous-marine français qui a établi des records du monde de plongée abyssale à 4 000 mètres de profondeur. La Marine nationale l'a remplacé en 1961 par le bathyscaphe Archimède.

## Origines du bathyscapheFNRS-3
Dans les airs, le professeur suisse Auguste Piccard atteint le 18 août 1932 l’altitude de 16 900 mètres à bord d’un ballon stratosphérique, le FNRS-1, ainsi baptisé en hommage au Fonds National de la Recherche Scientifique, organisme belge qui l'a financièrement soutenu. Fort de ce succès, Piccard a l’idée de construire un dirigeable sous-marin sur le modèle du FNRS-1.
C'est ainsi qu'en 1948 Auguste Piccard conçoit un premier submersible d'exploration abyssale : un bathyscaphe équipé d’une sphère, baptisé FNRS-2. Deux plongées au large des îles du Cap-Vert montrent toutefois immédiatement les limites des choix techniques qui ont été faits par Piccard. Au retour de la deuxième plongée, le bathyscaphe FNRS-2 est même définitivement endommagé. L’échec est total.
Selon l'ingénieur général de l'Armement Gérald Boisrayon, « l’expédition de 1948 avait donc été un fiasco, principalement parce qu’Auguste Piccard n‘avait pas compris que la mer n’est pas la stratosphère et que l’environnement y est beaucoup plus rude ».

André Gempp devant les plans du bathyscaphe FNRS-3, entouré du commandant Houot (à gauche) et de l'ingénieur Willm (à droite)

Mais Auguste Piccard est déterminé dans son projet d’exploration des fonds marins. En octobre 1950, une convention est signée entre le Fonds National de la Recherche Scientifique belge, propriétaire de la sphère, et la Marine nationale française : le FNRS contribuera au financement d'un nouveau bathyscaphe qui sera construit à l'arsenal de Toulon et qui, après trois plongées profondes, appartiendra à la Marine nationale,.

## La conception du bathyscapheFNRS-3(1951-1953)
C'est à l'ingénieur du génie maritime André Gempp qu'est confiée, début 1951, la conception d'un nouveau submersible baptisé FNRS-3. Le professeur Piccard, qui ne dirige plus le projet, demeure conseiller technique. Mais progressivement, les relations de travail deviennent de plus en plus difficiles entre la Marine nationale et Piccard : ce dernier accepte très mal de voir certaines de ses propositions techniques, certes originales mais irréalistes, être rejetées par André Gempp et son équipe. Se sentant incompris, Piccard quitte finalement le projet début 1952 pour construire son propre bathyscaphe avec le concours de la Marine italienne : bon nombre des caractéristiques techniques de son bathyscaphe, le Trieste, seront issues des solutions imaginées par Gempp et que Piccard finira par faire siennes après les avoir parfois combattues,.
A Toulon en effet, André Gempp a l'idée d’inventer un véritable petit sous-marin d’un type totalement nouveau, long d’environ 16 mètres. Il fait envelopper la sphère de l’ancien FNRS-2 dans une structure remorquable en mer, équipée d'ailerons stabilisateurs disposés de part et d'autre de celle-ci, dotée de réservoirs totalisant près de 80 mètres cubes d'essence, possédant sur le pont un kiosque (appelé « baignoire ») relié à la sphère par un puits d'accès appelé « sas ». Ce sas fait office également de ballast puisqu’il peut être rempli d’eau pour aider à la descente du bathyscaphe dans les profondeurs.
À l'été 1952, alors que les plans du FNRS-3 sont achevés par André Gempp, celui-ci est affecté à Saïgon pour l’entretien opérationnel de la flotte navale française d’Indochine. C'est à l'adjoint d'André Gempp, l'ingénieur du génie maritime Pierre Willm, qu'il revient donc de mener à son terme le projet du FNRS-3 dont la construction commence à peine et pour lequel il ne reste plus à finaliser que quelques détails techniques secondaires.

## La mise en service du bathyscapheFNRS-3(1953-1961)
En juin 1953 le FNRS-3, le premier bathyscaphe opérationnel de l’histoire maritime, est enfin mis à l’eau. Georges Houot (nommé commandant et pilote du bathyscaphe) et Pierre Willm (ingénieur) commencent les essais du FNRS-3 en Méditerranée. Le FNRS-3 atteignit, à vide, 500 mètres le 23 juillet 1953, et 1 500 mètres le 5 août. Puis avec son équipage : 750 mètres le 6 août ; 1 550 mètres le 12 août ; 2 100 mètres le 14 août. Le 15 février 1954, au large de Dakar (Sénégal), le FNRS-3 atteint avec son équipage 4 050 mètres ce qui constitue alors un record mondial. Ce record tiendra six ans avant d'être détrôné en 1960 par le bathyscaphe de Piccard, le Trieste, que l’US Navy américaine a fini par acquérir en 1958 et qu’elle a modernisé à grands frais, lui permettant ainsi d’atteindre 10 900 mètres dans la fosse des Mariannes.
Entre-temps en 1954, l'Académie des Sciences décerne à André Gempp le Prix Lamb (500 000 francs de l'époque) « pour ses études effectuées en vue de la réalisation du bathyscaphe français », tandis que Georges Houot et Pierre Willm se voient décerner par cette même Académie le Prix Plumey (55 000 francs de l'époque) pour « être descendus en bathyscaphe à une profondeur supérieure à 4 000 mètres, au péril de leur vie ».

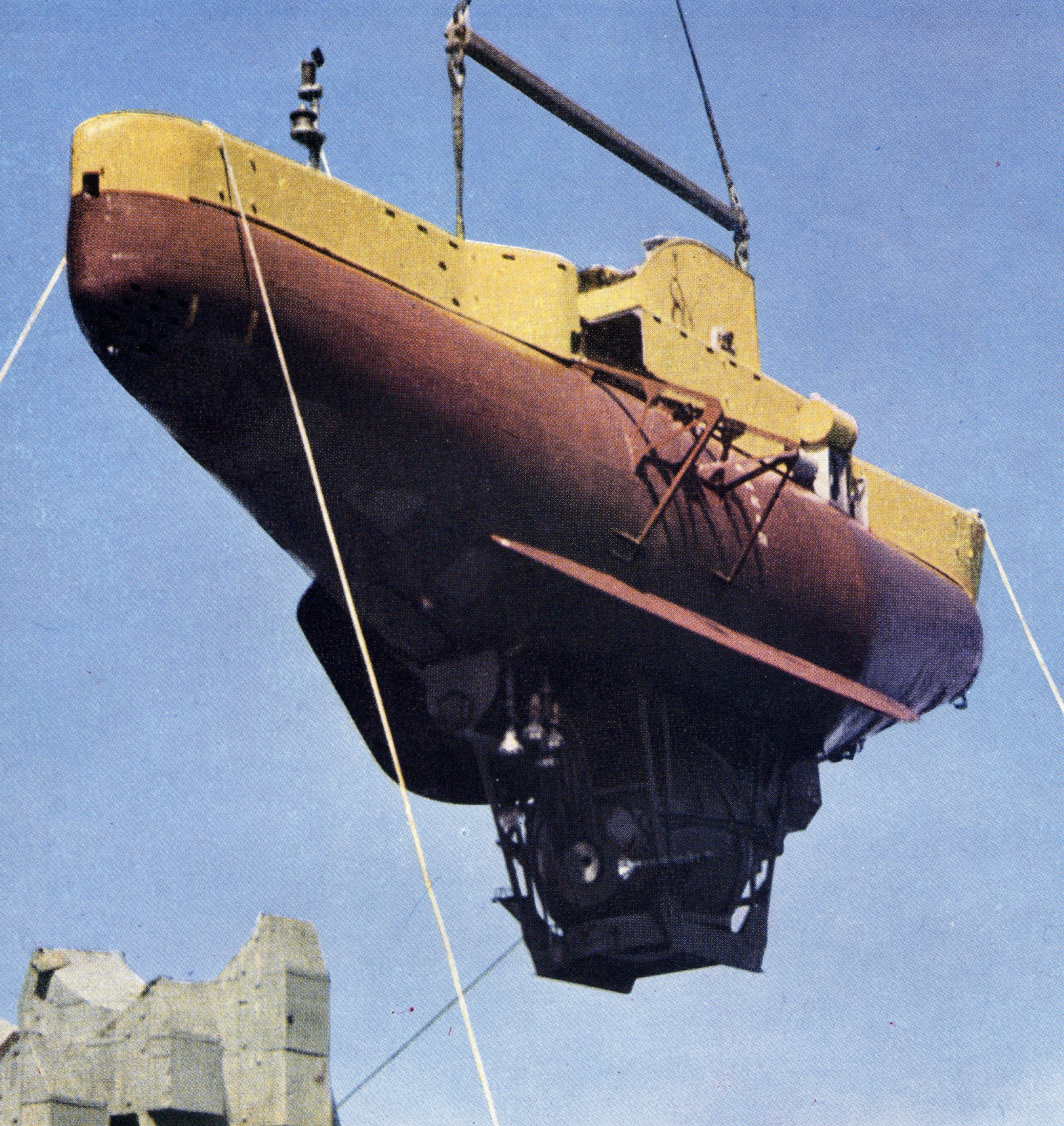
Mise à l'eau du FNRS-3
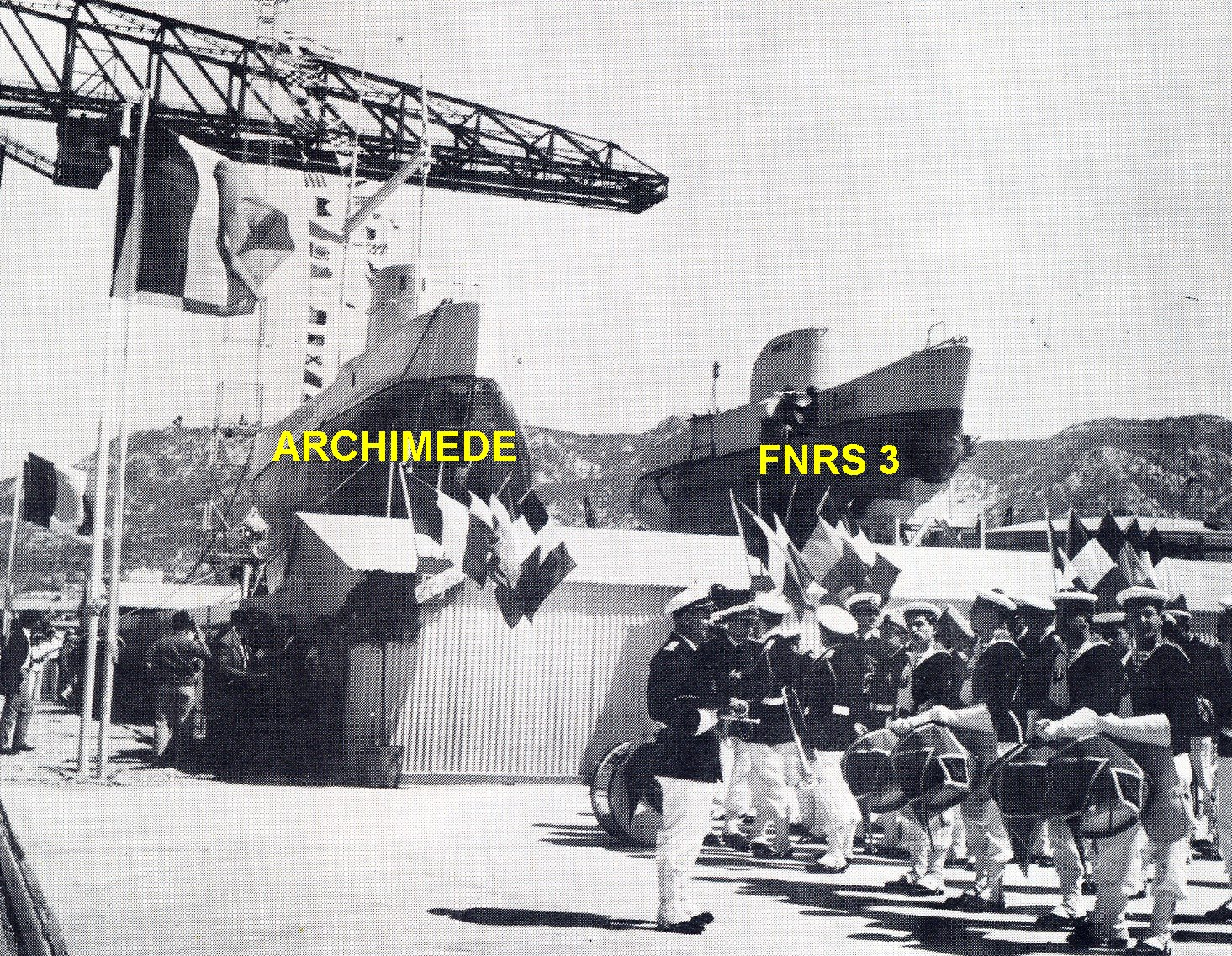
Le FNRS-3 et l'Archimède
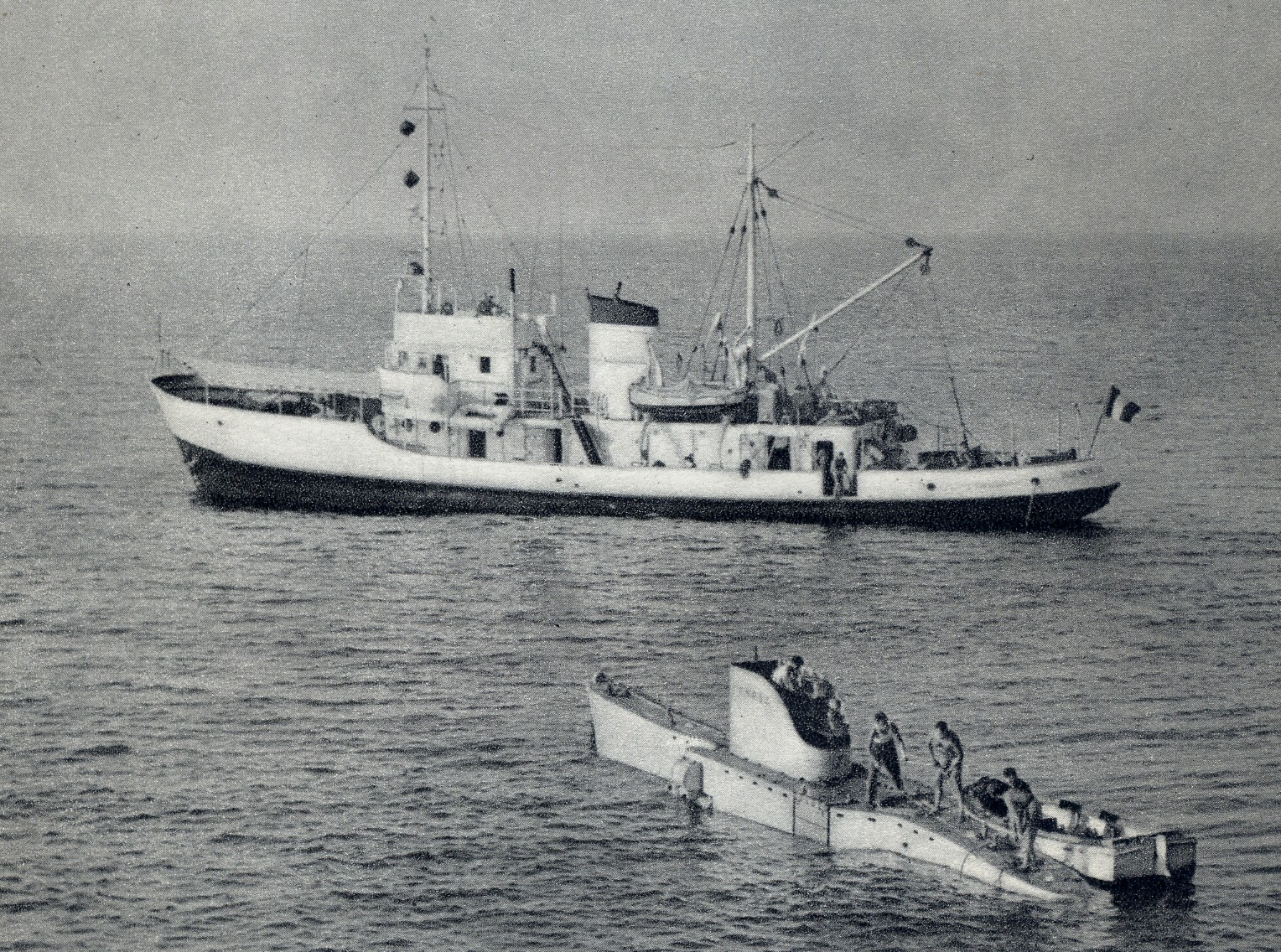
Le FNRS-3 à la mer et l'aviso Elie Monnier
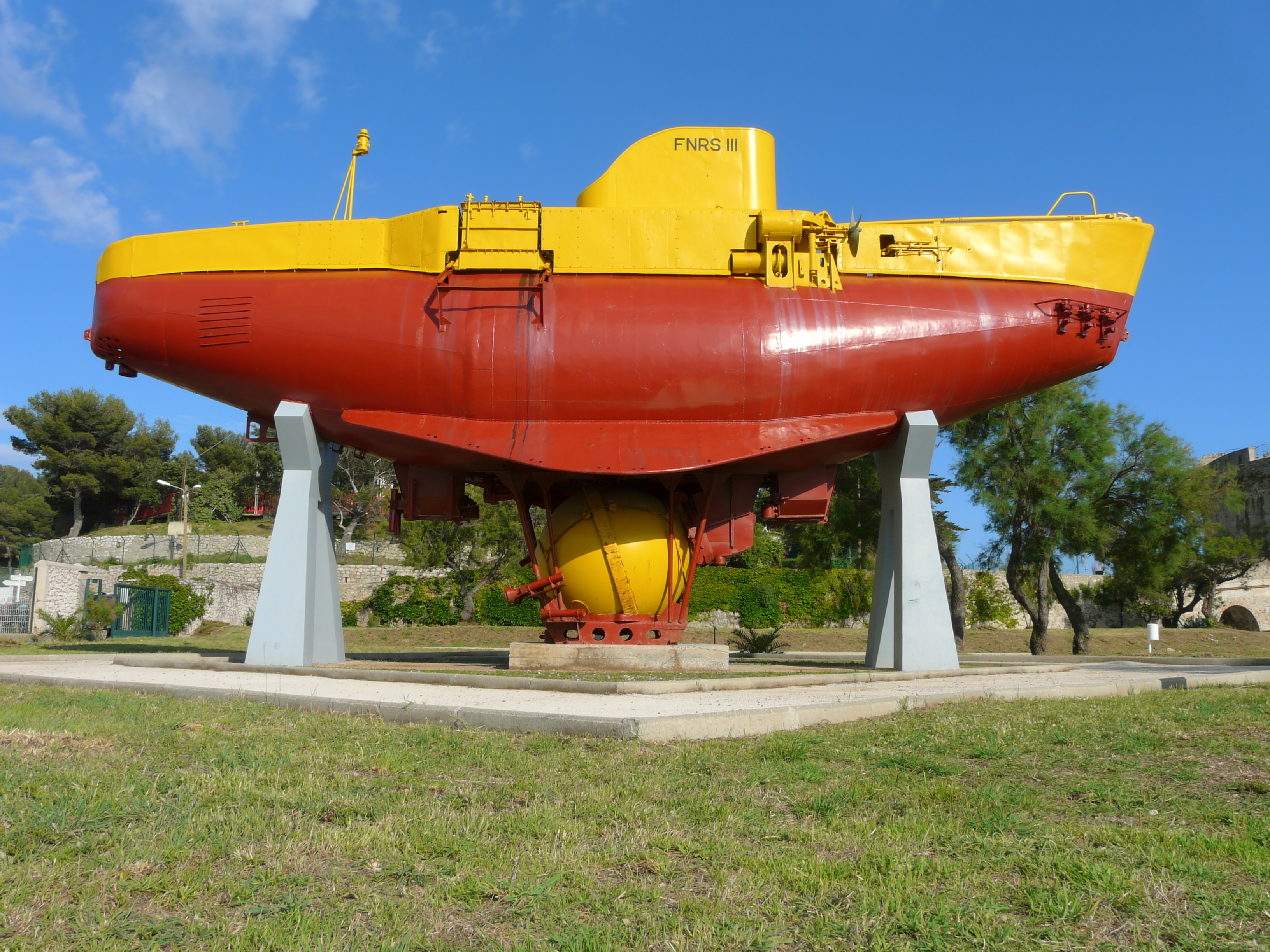
Le FNRS-3 exposé au Mourillon (Toulon, France).

Durant les années 1954-57, le FNRS-3 multiplie les plongées d'explorations en Méditerranée. Il se rend également au Portugal en 1956 et au Japon en 1958. Il effectue ses dernières plongées en 1961. Au total, il aura effectué 80 plongées dont 57 au bénéfice de la recherche scientifique. Il est remplacé par un nouveau bathyscaphe : l'Archimède, en service dans la Marine nationale de 1961 à 1975.
Le bathyscaphe FNRS-3 est exposé depuis 1996 à Toulon, dans les jardins de la Tour Royale, au Mourillon.